# 相南
相南（そうなん）は、神奈川県相模原市南区の町名。現行行政地名は相南一丁目から相南四丁目。住居表示実施済区域。

## 地理
南区の南東部に位置し、北と東に東林間、南に大和市中央林間西、西に座間市相模が丘と接している。

### 地価
住宅地の地価は、2023年（令和5年）1月1日の公示地価によれば、相南1-4-10の地点で21万円/m2となっている。

## 歴史
- 大正
  - 1921年10月 -  東林小学校～コンフォールさがみ南～東海大相模高校あたりにかけて日本軍の臨時飛行場開設、陸軍特別大演習が行われ摂政宮殿下行啓[8]。
- 昭和（戦前・戦中）
  - 1939年 - 陸軍臨時飛行場跡地に、臨時東京第三陸軍病院附属授産所完成[注釈 1]。戦後、麻溝台の練兵場払下げ地開墾に従事していた双葉開拓団・振興青年開拓団の宿舎になる[9]。
  - 1940年・1941年 - 一面の林であったこの土地に東林間水道新開の先住者数名が入植した[注釈 2]。
  - 1945年
    - 8月14日 - 日本国政府はポツダム宣言を受諾、終戦の詔書発布。
- 昭和（戦後）
  - 1945年
    - 8月15日 - 終戦。正午、玉音放送[注釈 3]。
    - 9月2日 - 日本国降伏文書に調印、大東亜戦争・第二次世界大戦終結（日本の降伏）。連合国軍占領下により日本の主権が停止。
    - 9月5日 - 日本国政府降伏文書調印に基づき、陸軍士官学校が米軍に接収されキャンプ座間となる[注釈 4]。

  - 1952年4月28日 - 日本国主権回復[注釈 5]
  - 1957年9月15日 - 当時農耕地であった翠ヶ丘（みどりがおか）と呼ばれたこの地住民の懇願により、現在地に翠ヶ丘神社を建立し、出雲大社から主祭神大国主大神御分霊の勧請を受け社殿に御鎮座[注釈 6]。
    - 1982年10月30日 - 新築造営することとなり、これを機に出雲大社の許可を得て、翠ヶ丘出雲神社として竣工。

  - 1959年 - 大字上鶴間に日本住宅公団上鶴間団地（現・UR都市機構コンフォールさがみ南）竣工。
  - 1962年4月 - 東海大学相模校舎が完成。文学部と工学部、海洋学部の教養課程の教育が行われた。翌1963年から付属相模高等学校の校舎に転用[10][11]。
  - 1971年7月1日 - 大字上鶴間より、当該地域が相南一丁目～相南四丁目として起立、同時に住居表示実施。
  - 1972年2月1日 - 相模原相南郵便局開局。

## 世帯数と人口
2020年（令和2年）10月1日現在（国勢調査）の世帯数と人口（総務省調べ）は以下の通りである。
| 丁目       | 世帯数    | 人口     |
| ---------- | --------- | -------- |
| 相南一丁目 | 1,920世帯 | 3,855人  |
| 相南二丁目 | 1,128世帯 | 2,506人  |
| 相南三丁目 | 1,141世帯 | 2,637人  |
| 相南四丁目 | 1,740世帯 | 2,898人  |
| 計         | 5,929世帯 | 11,896人 |

### 人口の変遷
国勢調査による人口の推移。
| 年                 | 人口   |
| ------------------ | ------ |
| 1995年（平成7年）  | 11,031 |
| 2000年（平成12年） | 11,252 |
| 2005年（平成17年） | 12,310 |
| 2010年（平成22年） | 12,315 |
| 2015年（平成27年） | 11,900 |
| 2020年（令和2年）  | 11,896 |

### 世帯数の変遷
国勢調査による世帯数の推移。
| 年                 | 世帯数 |
| ------------------ | ------ |
| 1995年（平成7年）  | 4,676  |
| 2000年（平成12年） | 5,074  |
| 2005年（平成17年） | 5,532  |
| 2010年（平成22年） | 5,653  |
| 2015年（平成27年） | 5,540  |
| 2020年（令和2年）  | 5,929  |

## 学区
市立小・中学校に通う場合、学区は以下の通りとなる（2023年5月時点）。
| 丁目       | 番・番地等 | 小学校               | 中学校               |
| ---------- | ---------- | -------------------- | -------------------- |
| 相南一丁目 | 全域       | 相模原市立東林小学校 | 相模原市立東林中学校 |
| 相南二丁目 | 全域       | 相模原市立東林小学校 | 相模原市立東林中学校 |
| 相南三丁目 | 全域       | 相模原市立東林小学校 | 相模原市立東林中学校 |
| 相南四丁目 | 全域       | 相模原市立東林小学校 | 相模原市立東林中学校 |

## 事業所
2021年（令和3年）現在の経済センサス調査による事業所数と従業員数は以下の通りである。
| 丁目       | 事業所数  | 従業員数 |
| ---------- | --------- | -------- |
| 相南一丁目 | 75事業所  | 407人    |
| 相南二丁目 | 35事業所  | 188人    |
| 相南三丁目 | 25事業所  | 256人    |
| 相南四丁目 | 121事業所 | 760人    |
| 計         | 256事業所 | 1,611人  |

### 事業者数の変遷
経済センサスによる事業所数の推移。
| 年                 | 事業者数 |
| ------------------ | -------- |
| 2016年（平成28年） | 252      |
| 2021年（令和3年）  | 256      |

### 従業員数の変遷
経済センサスによる従業員数の推移。
| 年                 | 従業員数 |
| ------------------ | -------- |
| 2016年（平成28年） | 1,456    |
| 2021年（令和3年）  | 1,611    |

## 施設
- 東海大学付属相模高等学校・中等部
- 相模原市立東林小学校
- 相模原相南郵便局[20]
- ビッグ・エー 相模原相南店[21]。

## その他

### 日本郵便
- 郵便番号 : 252-0312[3]（集配局 : 座間郵便局[22]）。